# Die Freunde von Salamanka
Die Freunde von Salamanka (Gli amici di Salamanca) D.326 è un Singspiel in due atti del 1815 di Franz Schubert su libretto di Johann Mayrhofer.

## Creazione
La "Komische Singspiel in 2. Acten" fu creata tra il 18 novembre e il 31 dicembre 1815, come si può vedere dal titolo aggiuntivo e dalle date sui singoli spartiti. È molto probabile che Schubert abbia effettuato alcune revisioni già all'inizio del 1816. L'autografo del manoscritto musicale è diviso in tre volumi, ciascuno contenente l'ouverture, l'Atto I e l'Atto II ed è disponibile in un totale di 420 pagine, ma i dialoghi originali sono andati perduti. L'opera segna l'inizio della collaborazione creativa di Schubert con il poeta, che, con quarantasette testi dopo Goethe e Müller, diventerà il più importante librettista del compositore.

## Accoglienza
Il pezzo non è stato eseguito durante la vita di Schubert. Fu solo il 19 dicembre 1875 che quattro brani dell'opera furono eseguiti nella Wiener Musikvereinssaal in un concerto diretto da Johann Franz von Herbeck. Nel 1897 Robert Hirschfeld usò due numeri di Freunden von Salamanka nel suo adattamento del musical di Schubert Der vierjährige Posten.
La prima mondiale, cioè la prima esecuzione completa, ebbe luogo quasi 100 anni dopo la morte di Schubert, il 6 maggio 1928 nello Stadttheater Halle/Saale. Alcune parti del dialogo parlato erano già andate perdute allora, quindi l'autore di Halle Günther Ziegler scrisse un testo sostitutivo. Un secondo libretto fu preparato dal musicologo e traduttore Siegfried Anheisser per una trasmissione radiofonica della Westdeutscher Rundfunk Köln il 18 novembre 1928. Il traduttore Hugo Engelbert Schwarz e Bernhard Paumgartner svilupparono un'ulteriore revisione del libretto per la registrazione dell'opera di Radio Wien il 16 giugno 1958.

## Ruoli
| Personaggio             | Ruolo                                      | Registro vocale          |
| ----------------------- | ------------------------------------------ | ------------------------ |
| Contessa Olivia         | una giovane e ricca ereditiera             | soprano                  |
| Eusebia e Laura         | le sue cameriere                           | soprano, mezzosoprano    |
| Fidelio, Alonso e Diego | tre amici di Salamanca                     | baritono, tenore, tenore |
| Conte Tormes            | un giovane amico                           | tenore                   |
| L'Alcalde               | lo zio di Laura e il sindaco del villaggio | basso                    |
| Manuel                  | un enologo                                 | basso                    |
| Xilo (Chilo)            | un proprietario di asini                   | basso                    |
| Due Guerriglieri        |                                            | bassi                    |

## Trama
Lo spettacolo teatrale inizia dopo un'ouverture. La storia è suddivisa nei seguenti diciotto numeri vocali, supportati da coro misto e orchestra. Il luogo dell'evento è la città spagnola di Salamanca all'inizio del XIX secolo.
Primo atto
Ouvertüre – Allegro vivace (do maggiore)
1. Introduktion – Alonso (T), Diego (T), Fidelio (Bn): Die Sonne zieht in goldnen Strahlen
2. Arie – Fidelio (Bn): Man ist so glücklich und so frei
3. Quartett – Tormes (T), Alonso (T), Diego (T), Fidelio (Bn): Morgen, wenn des Hahnes Ruf erschallt
4. Arie – Olivia (S): Einsam schleich’ ich durch die Zimmer
5. Terzett – Olivia (S) Eusebia (S), Laura (Ms): Lebensmut und frische Kühlung weht mir aus dem trauten Wald
6. Terzett – Alonso (T), Diego (T), Fidelio (Bn): Freund, wie wird die Sache enden
7. Finale, erster Akt: Mild senkt sich der Abend nieder
Secondo atto
8. Introduktion – Manuel (Bs), Chor (SATB): Laßt nur alles leichtfertige Wesen
9. Lied – Guerilleros (Bs): Guerillas zieht durch Feld und Wald
10. Arie – Tormes (T): Aus Blumen deuten die Damen gern
11. Duett – Diego (T), Xilo (Bs): Ein wackres Thier, das müßt ihr sagen
12. Duett – Laura (Ms), Diego (T): Gelagert unter’m hellen Dach der Bäume
13. Arie – Olivia (S): Wo ich weile, wo ich gehe
14. Duett – Olivia (S), Alonso (T): Von tausend Schlangenbissen
15. Romanze – Diego (T): Es murmeln die Quellen
16. Terzett – Laura (Ms), Diego (T), Alkade (Bs): Nichte, Don Diego da, wirbt um deine freie Hand
17. Arie – Laura (Ms): Traurig geht der Geliebte von dannen
18. Finale, zweiter Akt: Gnäd’ge Frau, ich hab’ die Ehre

## Incisioni
- Die Freunde von Salamanka, con frammenti di Der Spiegelritter, con Edith Mathis, Edda Moser, Hermann Prey, Simeon ten Holt e Theodor Guschlbauer, Deutsche Grammophon 2LP 1981[5] ristampato senza i frammenti dello Spiegelritter su 1CD da Brilliant Classics.